# Diego de Barrenechea
Diego de Barrenechea fue un militar y político nacido en el territorio de la actual Bolivia que participó en la Guerra de la Independencia Argentina y gobernó la naciente Provincia de La Rioja. Uno de sus hermanos, Pedro de Barrenechea, vecino de Paraná, ocupó brevemente el cargo de gobernador de la Provincia de Entre Ríos. 

## Biografía
Diego de Barrenechea nació en Potosí. Se sumó a las milicias de su ciudad natal y en 1804 revistaba como teniente del batallón de milicias "Gremio de Azogueros de Potosí". 
En mayo de 1809 se produjo la Revolución de Chuquisaca. Mientras el movimiento se expandía a La Paz, donde en julio se formaba la Junta Tuitiva, en Potosí el gobernador Francisco de Paula Sanz actuó con rapidez y tras desconocer el movimiento, acuarteló al batallón de milicias al mando del coronel Indalecio González de Socasa y separó a los oficiales americanos para reemplazarlos con europeos.
Como los jefes del batallón de Azogueros se manifestaron a favor de la revuelta, Sanz dio orden de detener entre otros al coronel Pedro Antonio Ascarate y al teniente coronel Diego de Barrenechea.
En 1813 alcanzó el grado de teniente coronel. Se incorporó al Ejército del Norte y posteriormente se sumó a las fuerzas del general Martín Miguel de Güemes con el grado de coronel y como comandante general de la vanguardia de su ejército. 
En 1817 fue designado teniente gobernador de La Rioja y reelecto el 24 de mayo del siguiente año. Durante su gobierno auxilio al Ejército de los Andes que al mando del general José de San Martín se encontraba en operaciones en Chile, lo que le valió el público reconocimiento del Director Supremo de las Provincias Unidas del Río de la Plata Juan Martín de Pueyrredón.
En 1818 Barrenechea promovió ante el gobierno central el desarrollo de la actividad minera en Famatina, que perdido Potosí consideraba la única fuente posible de minerales para las Provincias Unidas del Río de la Plata.
A esos efectos Barrenechea promovió un cambio de la legislación minera. Intentó reimplantar las ordenanzas de Toledo en reemplazo de las normas de Nueva España que consideraba otorgaba excesiva autoridad a la corporación de mineros "cometiéndose toda clase de abusos, ya que estos se hacen de las mejores minas y dejan a los demás mineros a su arbitrio y sin dirección alguna".
En ese sentido, el 19 de mayo de 1818 dictó un Reglamento de 27 artículos, conocido como Bando de Barrenechea, que fue aceptado por Pueyrredón pero generó malestar en las diputaciones de mineros y fue abiertamente criticado por el alcalde veedor de Famatina, José Victor Gordillo, quien afirmaba entre otras cosas que Barrenechea se había convertido a sí mismo en "juez privativo del gremio, sin haber hecho saber hasta la fecha los despachos que lo acreditan".
En enero de 1820 el teniente gobernador Gregorio Gonzales fue derrocado por Francisco Villafañe, pero poco después, el 26 de enero de ese año y a instancias de Francisco Ortiz de Ocampo Barrenechea fue nuevamente designado gobernador. En marzo de ese año La Rioja se declaró autónoma de la provincia de Córdoba y en abril Barrenechea fue nombrado gobernador de esa provincia argentina, siendo rápidamente reemplazado por el mismo Ocampo.
Bajo el mando directo de José Ignacio y José Francisco Gorriti participó del combate del 27 de abril de 1821, conocido como el "Día Grande de Jujuy". Impuesta la hegemonía de Facundo Quiroga en La Rioja, Barrenechea se radicó finalmente en la ciudad de Córdoba.